# Thelypteris decurtata
Thelypteris decurtata är en kärrbräkenväxtart. Thelypteris decurtata ingår i släktet Thelypteris och familjen Thelypteridaceae.

## Underarter
Arten delas in i följande underarter:
- T. d. decurtata
- T. d. platensis
- T. d. costaricensis
- T. d. velutina